# Оченовичи
Оченовичи (серб. Оћеновићи / Oćenovići) — село в общине Братунац Республики Сербской Боснии и Герцеговины. В настоящее время село необитаемо.

## География
Занимаемая площадь — 682 гектара.